# 雅比斯
雅比斯為聖經舊約的人物，記載在《歷代志上》4章9-10節。
姓名的由來:
(歷代志上4章9節)雅比斯比他眾弟兄更尊貴，他母親給他起名叫雅比斯，意思說：「我生他甚是痛苦。」
故 雅比斯的的名字有「不痛苦」之意，原因是他母親在生產時極為痛苦。
解釋:
「痛苦」的希伯來文是 עֹצֶב，字根是 ע-צ-ב ；
「雅比斯」的希伯來文是 יַעְבֵּץ ；字根是 ע-ב-צ ；
兩個詞的字根第二、三字母的排列相反，所以，「雅比斯」的意思不是「痛苦」，而應該是「不痛苦」。
雅比斯因他向神的禱告而聞名，歷代志上4章10節記載：
「雅比斯求告以色列的　神說、甚願你賜福與我、擴張我的境界、常與我同在、保佑我不遭患難、不受艱苦‧　神就應允他所求的。」
基督教書籍中也有書籍名為《雅比斯的禱告》（魏肯生著），專門討論他的禱告，認為這是基督徒禱告蒙福的秘訣。但也在基督教界引起許多的爭議。